# Kahf el malloul
Kahf el Malloul est un village libanais situé dans le gouvernorat du Nord, district de Minieh-Denieh.
Il y a 900 habitants dans ce village[réf. nécessaire].